# Niphta collessi
Niphta collessi är en tvåvingeart som beskrevs av Günther Theischinger 1986. Niphta collessi ingår i släktet Niphta och familjen mätarmyggor. Inga underarter finns listade i Catalogue of Life.